# ナジー
ナジー（Najee、1957年11月4日 - ）は、アメリカ・ニューヨーク州出身のスムーズジャズ/フュージョン系のサックス、フルート奏者。
4枚のアルバムがRIAAよりゴールドを授与されている。ソウル・トレイン・ミュージック・アワードから1993年度と1995年度のベスト・ジャズ・ミュージシャンを獲得。

## バイオグラフィ
活動初期の頃はチャカ・カーンのバンドに参加、1983年の「The Ain't Nobody Tour」に同行している。1986年にキャピトル/EMIよりデビュー・アルバム『ナジーのテーマ』をリリース、グラミー賞にノミネートされる。以降、アーバン・コンテンポラリー・ジャズ・シーンにて、トップを走り続けている。
1995年にはスティーヴィー・ワンダーの『キー・オブ・ライフ』をカバーしたアルバムを発表。1990年代後半に2度レーベルを替え、2005年よりヘッズ・アップに、2012年にはシャナキーに移籍している。

## ディスコグラフィ

### スタジオ・アルバム
- 『ナジーのテーマ』 - Najee's Theme (1986年、EMI/ Capitol)
- 『デイ・バイ・デイ』 - Day by Day (1988年、Capitol)
- 『トーキョー・ブルー』 - Tokyo Blue (1990年、Capitol)
- 『ジャスト・アン・イリュージョン』 - Just an Illusion (1992年、Capitol)
- 『シェア・マイ・ワールド』 - Share My World (1994年、Capitol)
- 『プレイズ・キー・オブ・ライフ〜スティーヴィー・ワンダー・トリビュート』 - Najee Plays Songs from the Key of Life: A Tribute to Stevie Wonder (1995年、Capitol)
- 『モーニング・テンダネス』 - Morning Tenderness (1998年、Polygram)
- Embrace (2003年、N-Coded)
- 『マイ・ポイント・オブ・ヴュー』 - My Point of View (2005年、Heads Up)
- Rising Sun (2007年、Heads Up)
- Mind Over Matter (2009年、Heads Up)
- The Smooth Side of Soul (2012年、Shanachie)
- The Morning After, A Musical Love Journey (2013年、Shanachie)
- You, Me and Forever (2015年、Shanachie)
- Poetry In Motion (2017年、Shanachie)
- Center of the Heart (2019年、Shanachie)

### ライブ・アルバム
- 『スタンリー・クラーク&フレンズ・ライヴ・アット・ザ・グリーク』 - Live at the Greek (1994年、Sony) ※with スタンリー・クラーク、ラリー・カールトン、ビリー・コブハム

### コンピレーション・アルバム
- Best of Najee (1998年、Blue Note/Capitol)
- Love Songs (2000年、Blue Note)
- Classic Masters (2003年、EMI/ Capitol)

### 参加アルバム
- プリンス : 『レインボウ・チルドレン』 - Rainbow Children (2001年)
- ウィル・ダウニング : 『クリスマス、ラヴ・アンド・ユー』 - Christmas Love and You (2004年)
- ウィル・ダウニング : Black Pearls (2016年) ※「Street Life」に参加
- ルーベン・スタッダード : Unconditional Love (2014年)
- ブライアン・シンプソン : Out of A Dream (2015年)
- ポール・ブラウン : Truth B Told (2014年)
- チャールズ・アーランド : If Only For One Night (2002年)
- ピーセズ・オブ・ア・ドリーム : The Best of Pieces of A dream Vol. 2 (2014年)
- Various Artists : The Weather Channel Presents: Smooth Jazz (2002年)
- Key-Matic : Breakin' In Space  (1984年、Radar Records (US))[1] ※EP
- インコグニート : The Best (2004-2017) (2017年)
- ロベルト・トーラ : Bein' Green (2017年)
- ニック・コリオーネ : The Journey (2016年)
- ボブ・ボールドウィン : Newurbanjazz.com (2008年)
- ロバート・ダンパー : “D” Tales (2017年)

## 使用された楽曲
- 「PERSONALITY」  (1988年のアルバム『Day By Day』に収録。酒井ゆきえのハートのプラネタリウム（TBSラジオ）や、ワイドステーション（IBC岩手放送）の番組オープニングテーマとして使用）